# Saint-Antoine-de-Breuilh
Pour les articles homonymes, voir Saint-Antoine.
Saint-Antoine-de-Breuilh est une commune française située dans le département de la Dordogne, en région Nouvelle-Aquitaine.

## Géographie

### Généralités
Située dans le Périgord pourpre et dans l'unité urbaine de Bergerac, la commune est bordée au sud par la Dordogne et brièvement à l'ouest par son affluent l'Estrop.

### Communes limitrophes
Saint-Antoine-de-Breuilh est limitrophe de huit autres communes dont trois dans le département de la Gironde. Au sud-ouest, son territoire est limitrophe de ceux de Saint-Avit-de-Soulège sur moins de 30 mètres et de Saint-Seurin-de-Prats sur moins de 500 mètres. Au sud-est, le territoire de Saint-André-et-Appelles est distant de moins de 250 mètres.
| Vélines                                                        | Nastringues              | Fougueyrolles               |
| Saint-Seurin-de-Prats                                          | Saint-Antoine-de-Breuilh | Port-Sainte-Foy-et-Ponchapt |
| Pessac-sur-Dordogne (Gironde), Saint-Avit-de-Soulège (Gironde) | Eynesse (Gironde)        |                             |

### Géologie et relief

#### Géologie
Situé sur la plaque nord du Bassin aquitain et bordé à son extrémité nord-est par une frange du Massif central, le département de la Dordogne présente une grande diversité géologique. Les terrains sont disposés en profondeur en strates régulières, témoins d'une sédimentation sur cette ancienne plate-forme marine. Le département peut ainsi être découpé sur le plan géologique en quatre gradins différenciés selon leur âge géologique. Saint-Antoine-de-Breuilh est située dans le quatrième gradin à partir du nord-est, un plateau formé de dépôts siliceux-gréseux et de calcaires lacustres de l'ère tertiaire.
Les couches affleurantes sur le territoire communal sont constituées de formations superficielles du Quaternaire et de roches sédimentaires datant du Cénozoïque. La formation la plus ancienne, notée e6-7, se compose d'argiles à Palaeotherium, des argiles carbonatées silteuses versicolores à niveaux sableux (Bartonien supérieur à Priabonien inférieur continental). La formation la plus récente, notée CFp, fait partie des formations superficielles de type colluvions indifférenciées de versant, de vallon et plateaux issues d'alluvions, molasses, altérites. Le descriptif de ces couches est détaillé dans  les feuilles « no 805 - Sainte-Foy-la-Grande » et « no 829 - Duras » de la carte géologique au 1/50 000 de la France métropolitaine, et leurs notices associées,.

Carte géologique de Saint-Antoine-de-Breuilh.

#### Relief et paysages
Le département de la Dordogne se présente comme un vaste plateau incliné du nord-est (491 m, à la forêt de Vieillecour dans le Nontronnais, à Saint-Pierre-de-Frugie) au sud-ouest (2 m à Lamothe-Montravel). L'altitude du territoire communal varie quant à elle entre 7 mètres et 113 mètres,.
Dans le cadre de la Convention européenne du paysage entrée en vigueur en France le 1er juillet 2006, renforcée par la loi du 8 août 2016 pour la reconquête de la biodiversité, de la nature et des paysages, un atlas des paysages de la Dordogne a été élaboré sous maîtrise d’ouvrage de l’État et publié en octobre 2020. Les paysages du département s'organisent en huit unités paysagères,. La commune est dans le Bergeracois, une région naturelle présentant un relief contrasté, avec les deux grandes vallées de la Dordogne et du Dropt séparées par un plateau plus ou moins vallonné, dont la pente générale s’incline doucement d’est en ouest. Ce territoire offre des paysages ouverts qui tranchent avec les paysages périgourdins. Il est composé de vignes, vergers et cultures,.
La superficie cadastrale de la commune publiée par l'Insee, qui sert de référence dans toutes les statistiques, est de 17,82 km2,,. La superficie géographique, issue de la BD Topo, composante du Référentiel à grande échelle produit par l'IGN, est quant à elle de 18,1 km2.

### Hydrographie

#### Réseau hydrographique
La commune est située dans le bassin de la Dordogne au sein du Bassin Adour-Garonne. Elle est drainée par la Dordogne, l'Estrop, la Prunarède, le ruisseau de Lavergne et par divers petits cours d'eau, qui constituent un réseau hydrographique de 43 km de longueur totale,.
La Dordogne, d'une longueur totale de 483,1 km, prend naissance sur les flancs du puy de Sancy (1 885 m), dans la chaîne des monts Dore, traverse six départements dont la Dordogne dans sa partie sud, et conflue avec la Garonne à Bayon-sur-Gironde, pour former l'estuaire de la Gironde,. Elle borde la commune au sud sur près de neuf kilomètres, face à Eynesse, Saint-Avit-de-Soulège et Pessac-sur-Dordogne.
L'Estrop, d'une longueur totale de 17,8 km, prend sa source dans la commune de Port-Sainte-Foy-et-Ponchapt et se jette en rive droite de la Dordogne en limite de Saint-Antoine-de-Breuilh et de Saint-Seurin-de-Prats, face à Pessac-sur-Dordogne,. Il marque brièvement la limite territoriale sur 400 mètres au sud-ouest face à Saint-Seurin-de-Prats.
Son affluent de rive gauche le ruisseau de Lavergne sert de limite naturelle au sud-ouest sur près de deux kilomètres et demi, face à Vélines.
Autre affluent de rive droite de la Dordogne, la Prunarède arrose le sud-est de la commune sur trois kilomètres.

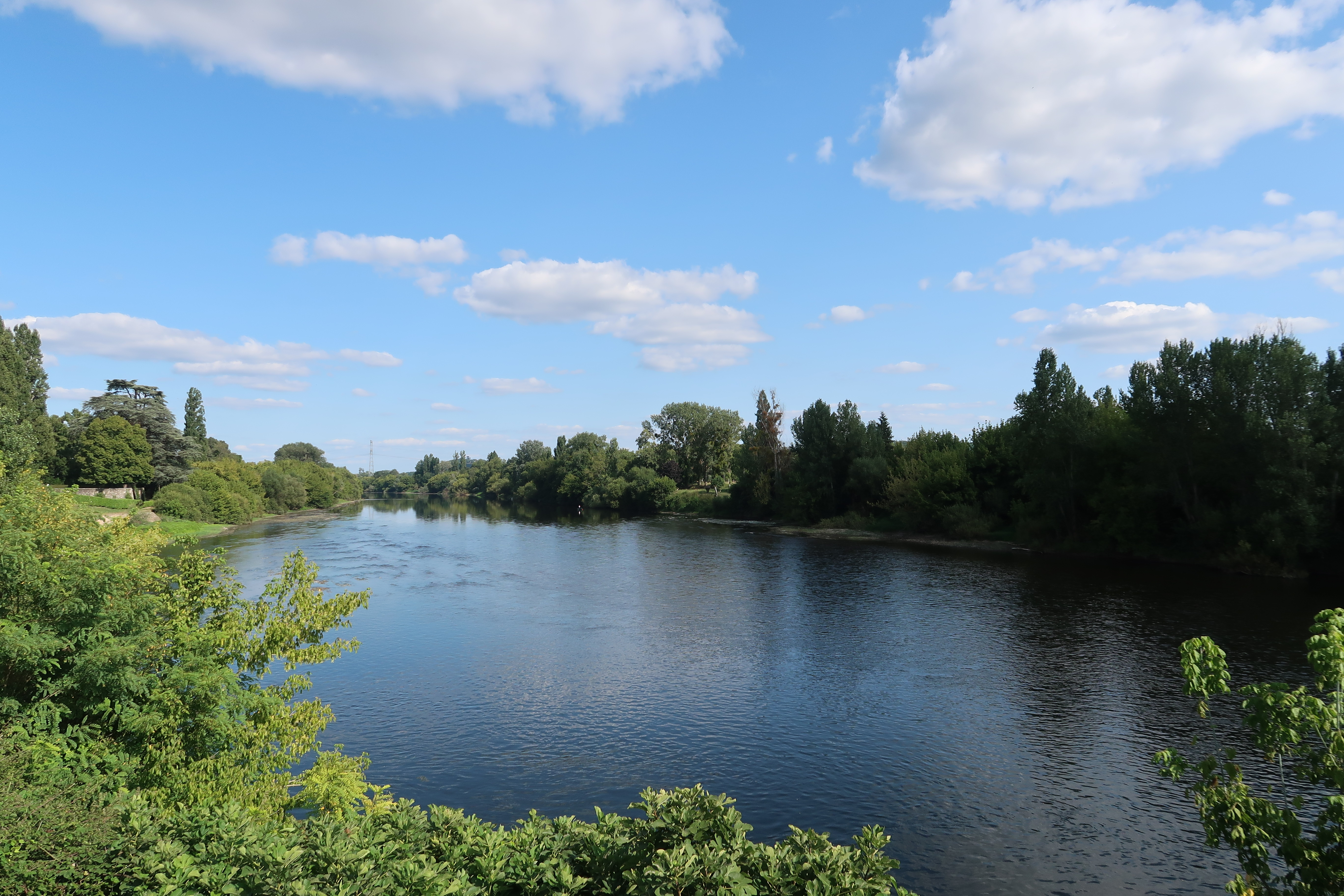
La Dordogne en limite de Saint-Antoine-de-Breuilh au premier plan et Eynesse en rive opposée.
Réseaux hydrographique et routier de Saint-Antoine-de-Breuilh.

#### Gestion et qualité des eaux
Le territoire communal est couvert par le schéma d'aménagement et de gestion des eaux (SAGE) « Dordogne Atlantique ». Ce document de planification, dont le territoire correspond au sous‐bassin le plus aval du bassin versant de la Dordogne (aval de la confluence Dordogne - Vézère)., d'une superficie de 2 700 km2 est en cours d'élaboration. La structure porteuse de l'élaboration et de la mise en œuvre est l'établissement public territorial de bassin de la Dordogne (EPIDOR). Il définit sur son territoire les objectifs généraux d’utilisation, de mise en valeur et de protection quantitative et qualitative des ressources en eau superficielle et souterraine, en respect des objectifs de qualité définis dans le troisième SDAGE  du Bassin Adour-Garonne qui couvre la période 2022-2027, approuvé le 10 mars 2022.
La qualité des eaux de baignade et des cours d’eau peut être consultée sur un site dédié géré par les agences de l’eau et l’Agence française pour la biodiversité.

### Climat
Pour des articles plus généraux, voir Climat de la Nouvelle-Aquitaine et Climat de la Dordogne.
Historiquement, la commune est exposée à un climat océanique aquitain.  
En 2020, Météo-France publie une typologie des climats de la France métropolitaine dans laquelle la commune est exposée à un climat océanique et est dans la région climatique  Aquitaine, Gascogne, caractérisée par une pluviométrie abondante au printemps, modérée en automne, un faible ensoleillement au printemps, un été chaud (19,5 °C), des vents faibles, des brouillards fréquents en automne et en hiver et des orages fréquents en été (15 à 20 jours).
Pour la période 1971-2000, la température annuelle moyenne est de 12,8 °C, avec  une amplitude thermique annuelle de 14,9 °C. Le cumul annuel moyen de précipitations est de 793 mm, avec 11,5 jours de précipitations en janvier et 6,5 jours en juillet. Pour la période 1991-2020, la température moyenne annuelle observée sur la station météorologique la plus proche, située sur la commune de Port-Sainte-Foy-et-Ponchapt à 4 km à vol d'oiseau, est de 13,8 °C et le cumul annuel moyen de précipitations est de 809,4 mm,. Pour l'avenir, les paramètres climatiques de la commune estimés pour 2050 selon différents scénarios d’émission de gaz à effet de serre sont consultables sur un site dédié publié par Météo-France en novembre 2022.

### Milieux naturels et biodiversité

#### Natura 2000
La Dordogne est un site du réseau Natura 2000 limité aux départements de la Dordogne et de la Gironde, et qui concerne les 104 communes riveraines de la Dordogne, dont Saint-Antoine-de-Breuilh,. Seize espèces animales et une espèce végétale inscrites à l'annexe II de la directive 92/43/CEE de l'Union européenne y ont été répertoriées.

#### ZNIEFF
Saint-Antoine-de-Breuilh fait partie des 102 communes concernées par la zone naturelle d'intérêt écologique, faunistique et floristique (ZNIEFF) de type II « La Dordogne »,, dans laquelle ont été répertoriées huit espèces animales déterminantes et cinquante-sept espèces végétales déterminantes, ainsi que quarante-trois autres espèces animales et trente-neuf autres espèces végétales.

## Urbanisme

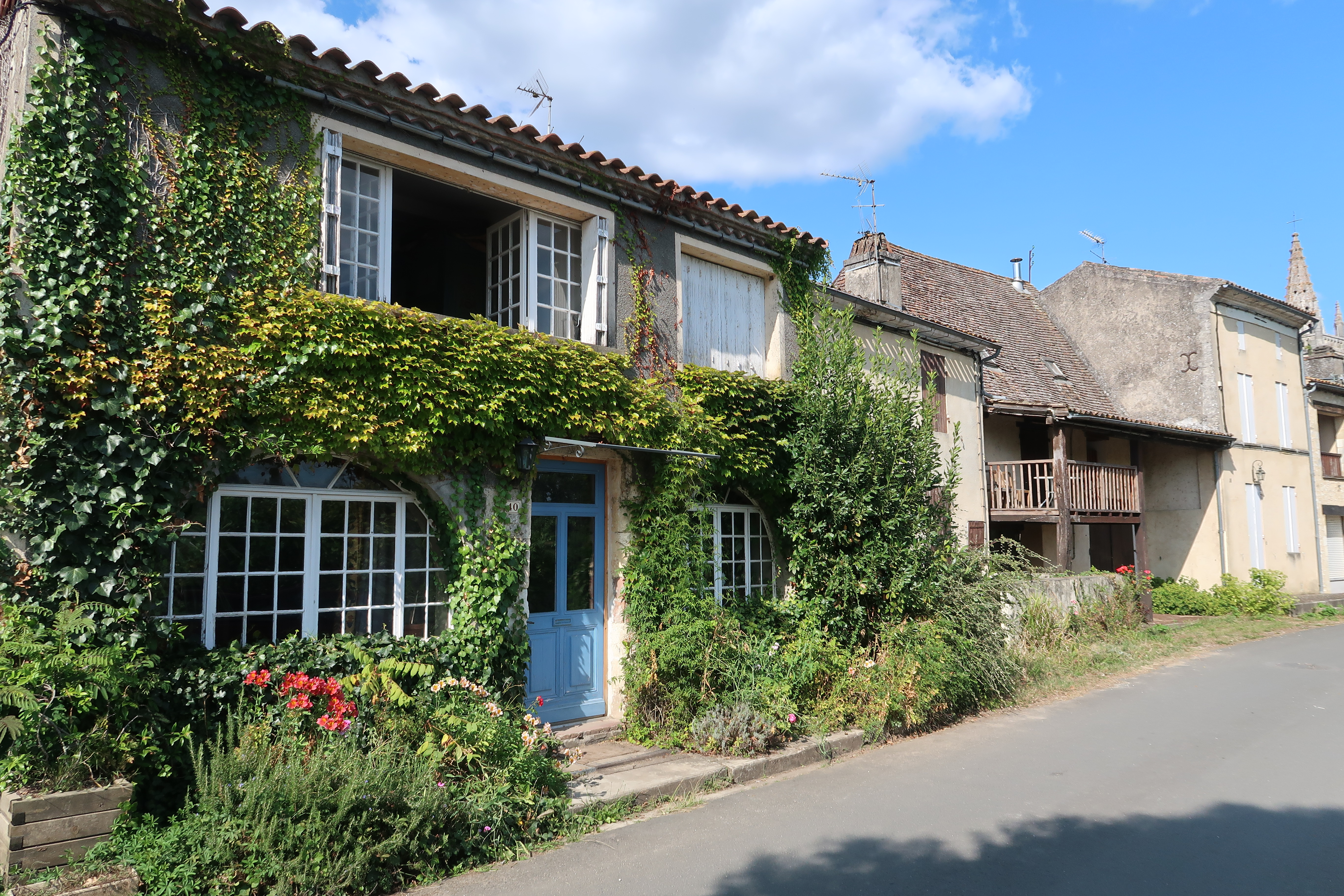
Maisons le long de la Dordogne.

### Typologie
Au 1er janvier 2024, Saint-Antoine-de-Breuilh est catégorisée commune rurale à habitat dispersé, selon la nouvelle grille communale de densité à 7 niveaux définie par l'Insee en 2022.
Elle appartient à l'unité urbaine de Bergerac, une agglomération inter-départementale dont elle est une commune de la banlieue,. Par ailleurs la commune fait partie de l'aire d'attraction de Pineuilh, dont elle est une commune de la couronne,. Cette aire, qui regroupe 16 communes, est catégorisée dans les aires de moins de 50 000 habitants,.

### Occupation des sols
L'occupation des sols de la commune, telle qu'elle ressort de la base de données européenne d’occupation biophysique des sols Corine Land Cover (CLC), est marquée par l'importance des territoires agricoles (76,6 % en 2018), en diminution par rapport à 1990 (81,2 %). La répartition détaillée en 2018 est la suivante : 
zones agricoles hétérogènes (44 %), cultures permanentes (23,9 %), eaux continentales (9,2 %), forêts (7,1 %), zones urbanisées (6,9 %), terres arables (5,3 %), prairies (3,3 %), zones industrielles ou commerciales et réseaux de communication (0,2 %). L'évolution de l’occupation des sols de la commune et de ses infrastructures peut être observée sur les différentes représentations cartographiques du territoire : la carte de Cassini (XVIIIe siècle), la carte d'état-major (1820-1866) et les cartes ou photos aériennes de l'IGN pour la période actuelle (1950 à aujourd'hui).

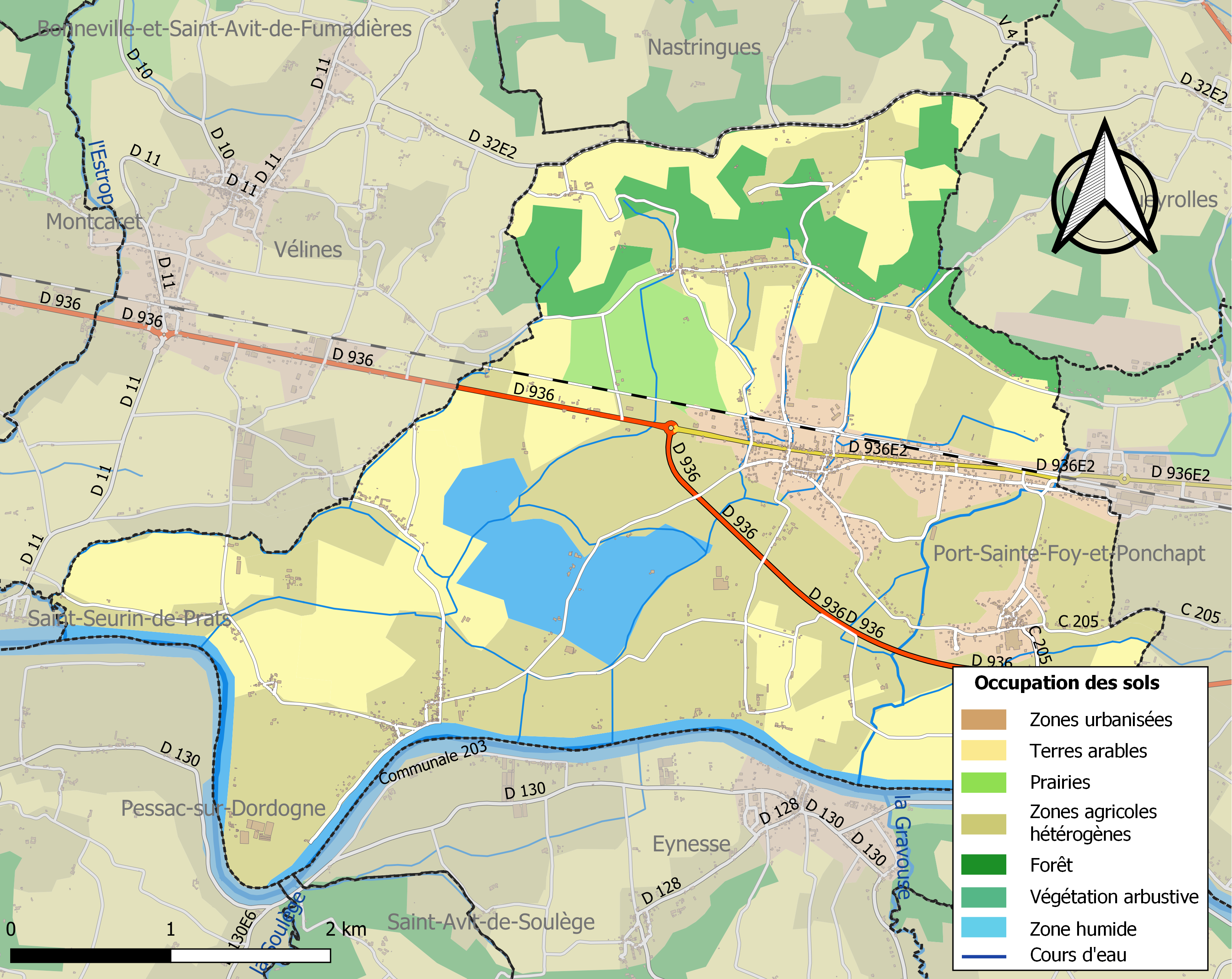
Carte des infrastructures et de l'occupation des sols de la commune en 2018 (CLC).

### Prévention des risques
Le territoire de la commune de Saint-Antoine-de-Breuilh est vulnérable à différents aléas naturels : météorologiques (tempête, orage, neige, grand froid, canicule ou sécheresse), inondations, feux de forêts, mouvements de terrains et séisme (sismicité très faible). Il est également exposé à un risque technologique, la rupture d'un barrage. Un site publié par le BRGM permet d'évaluer simplement et rapidement les risques d'un bien localisé soit par son adresse soit par le numéro de sa parcelle.

#### Risques naturels
La commune fait partie du territoire à risques importants d'inondation (TRI) de Bergerac, regroupant les 22 communes (15 en Dordogne et 7 en Gironde) concernées par un risque de débordement de la Dordogne, un des 18 TRI qui ont été arrêtés fin 2012 sur le bassin Adour-Garonne. Les événements significatifs antérieurs à 2014 sont la crue de 1843 (4 100 m3/s à Bergerac, la crue de référence historique de période de retour au moins centennale), les crues de 1912, 1944 et 1952 (période de retour de 50 ans) et les crues de 1982 et 1994 (période de retour de 20 ans). Des cartes des surfaces inondables ont été établies pour trois scénarios : fréquent (crue de temps de retour de 10 ans à 30 ans), moyen (temps de retour de 100 ans à 300 ans) et extrême (temps de retour de l'ordre de 1 000 ans, qui met en défaut tout système de protection). La commune a été reconnue en état de catastrophe naturelle au titre des dommages causés par les inondations et coulées de boue survenues en 1982, 1993 et 1999,. Le risque inondation est pris en compte dans l'aménagement du territoire de la commune par le biais du plan de prévention des risques inondation (PPRI) de la « vallée de la Dordogne », couvrant 9 communes et approuvé le 19 décembre 2002, pour les crues de la Dordogne,.
Saint-Antoine-de-Breuilh est exposée au risque de feu de forêt. L’arrêté préfectoral du 14 mars 2013 fixe les conditions de pratique des incinérations et de brûlage dans un objectif de réduire le risque de départs d’incendie. À ce titre, des périodes sont déterminées : interdiction totale du 15 février au 15 mai et du 15 juin au 15 octobre, utilisation réglementée du 16 mai au 14 juin et du 16 octobre au 14 février. En septembre 2020, un plan inter-départemental de protection des forêts contre les incendies (PidPFCI) a été adopté pour la période 2019-2029,.

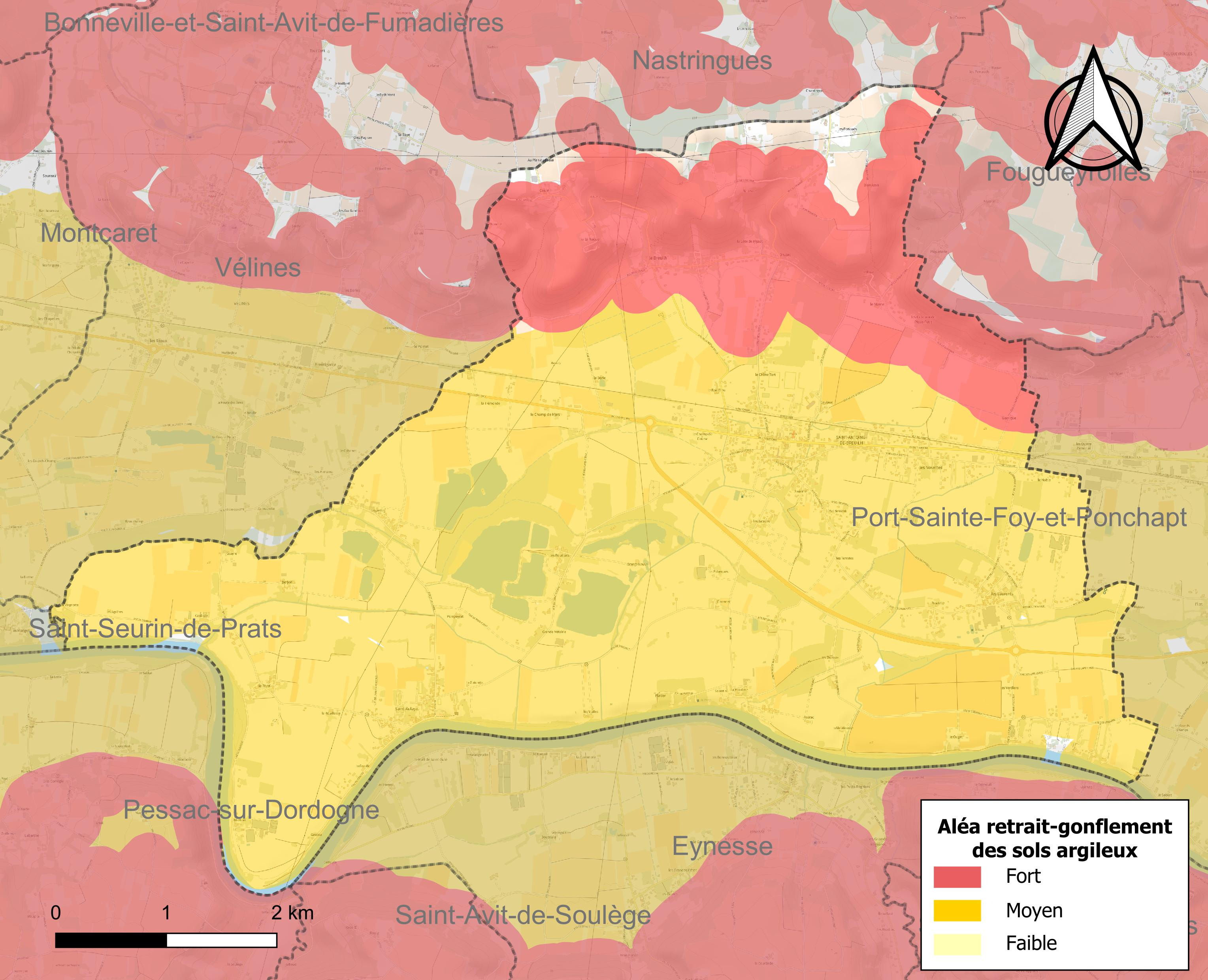
Carte des zones d'aléa retrait-gonflement des sols argileux de Saint-Antoine-de-Breuilh.

Les mouvements de terrains susceptibles de se produire sur la commune sont des tassements différentiels. Le retrait-gonflement des sols argileux est susceptible d'engendrer des dommages importants aux bâtiments en cas d’alternance de périodes de sécheresse et de pluie. 97 % de la superficie communale est en aléa moyen ou fort (58,6 % au niveau départemental et 48,5 % au niveau national métropolitain). Depuis le 1er octobre 2020, en application de la loi ÉLAN, différentes contraintes s'imposent aux vendeurs, maîtres d'ouvrages ou constructeurs de biens situés dans une zone classée en aléa moyen ou fort,.
La commune a été reconnue en état de catastrophe naturelle au titre des dommages causés par la sécheresse en 1989, 2005 et 2011 et par des mouvements de terrain en 1999.

#### Risque technologique
La commune est en outre située en aval du barrage de Bort-les-Orgues, un ouvrage de classe A situé dans le département de la Corrèze et faisant l'objet d'un PPI depuis 2009. À ce titre elle est susceptible d’être touchée par l’onde de submersion consécutive à la rupture de cet ouvrage.

## Toponymie
En occitan, la commune porte le nom de Sent Antòni del Bruèlh.

## Histoire
En 1124, la paroisse de Saint-Aulaye est donnée par l'évêque de Périgueux à l'abbaye Saint-Florent de Saumur. Elle intègre par la suite la châtellenie de Montravel. En 1463, le prieur de Montcaret, Hélie de Lamothe, y fonde un prieuré. L'église, qui comptait à l'origine trois nefs, est en partie détruite par les protestants lors des guerres de Religion. Le bâtiment est restauré autour de la nef subsistante un siècle plus tard.
La commune de Saint-Antoine-de-Breuilh est créée en 1824 quand les anciennes communes de Saint-Aulaye et Le Breuilh fusionnent.
Il ne subsiste aucun vestige de la commanderie des Antonins qui lui a donné son nom.

## Politique et administration

### Administration municipale
La population de la commune étant comprise entre 1 500 et 2 499 habitants au recensement de 2017, dix-neuf conseillers municipaux ont été élus en 2020,.

### Liste des maires
| Période                                  | Période   | Identité         | Étiquette   | Qualité                  |
| ---------------------------------------- | --------- | ---------------- | ----------- | ------------------------ |
| Les données manquantes sont à compléter. |           |                  |             |                          |
|                                          |           |                  |             |                          |
| 1995                                     | mars 2008 | François Borde   | PS          | Agriculteur, viticulteur |
| mars 2008 (réélu en mai 2020)            | En cours  | Christian Gallot | SE puis DVD | Exploitant horticole     |

## Équipements et services publics

### Justice
Dans le domaine judiciaire, Saint-Antoine-de-Breuilh relève : 
- du tribunal judiciaire, du tribunal pour enfants, du conseil de prud'hommes et du tribunal de commerce de Bergerac ;
- du pôle Nationalité du tribunal judiciaire de Périgueux (compétent uniquement dans le domaine de la nationalité) ;
- de la cour d'appel, du tribunal administratif et de la  cour administrative d'appel de Bordeaux.

## Population et société

### Démographie
Jusqu'en 1824, les communes du Breuilh et de Saint-Aulaye étaient indépendantes.

#### Démographie de Saint-Aulaye
| 1793  | 1800  | 1806  | 1821  |
| ----- | ----- | ----- | ----- |
| 1 716 | 1 022 | 1 084 | 1 098 |

#### Démographie du Breuilh, puis de Saint-Antoine-de-Breuilh
En 1824, Saint-Aulaye fusionne avec Le Breuilh qui devient Saint-Antoine-de-Breuilh.
L'évolution du nombre d'habitants est connue à travers les recensements de la population effectués dans la commune depuis 1793. Pour les communes de moins de 10 000 habitants, une enquête de recensement portant sur toute la population est réalisée tous les cinq ans, les populations de référence des années intermédiaires étant quant à elles estimées par interpolation ou extrapolation. Pour la commune, le premier recensement exhaustif entrant dans le cadre du nouveau dispositif a été réalisé en 2008.

En 2022, la commune comptait 1 784 habitants, en évolution de −5,31 % par rapport à 2016 (Dordogne : +0,37 %, France hors Mayotte : +2,11 %).
| 1793  | 1800 | 1806 | 1821 | 1831  | 1836  | 1841  | 1846  | 1851  |
| ----- | ---- | ---- | ---- | ----- | ----- | ----- | ----- | ----- |
| 1 508 | 324  | 423  | 274  | 1 518 | 1 438 | 1 272 | 1 321 | 1 316 |

| 1856  | 1861  | 1866  | 1872  | 1876  | 1881  | 1886  | 1891  | 1896  |
| ----- | ----- | ----- | ----- | ----- | ----- | ----- | ----- | ----- |
| 1 344 | 1 355 | 1 486 | 1 513 | 1 367 | 1 291 | 1 239 | 1 239 | 1 319 |

| 1901  | 1906  | 1911  | 1921  | 1926  | 1931  | 1936  | 1946  | 1954  |
| ----- | ----- | ----- | ----- | ----- | ----- | ----- | ----- | ----- |
| 1 308 | 1 340 | 1 320 | 1 110 | 1 142 | 1 139 | 1 166 | 1 119 | 1 273 |

| 1962  | 1968  | 1975  | 1982  | 1990  | 1999  | 2006  | 2008  | 2013  |
| ----- | ----- | ----- | ----- | ----- | ----- | ----- | ----- | ----- |
| 1 287 | 1 415 | 1 534 | 1 523 | 1 756 | 1 844 | 2 022 | 2 049 | 1 967 |

| 2018  | 2022  | - | - | - | - | - | - | - |
| ----- | ----- | - | - | - | - | - | - | - |
| 1 871 | 1 784 | - | - | - | - | - | - | - |

### Manifestations culturelles et festivités
- Lors du week-end de la Pentecôte, foire aux vins (21e édition en 2025[68]).
- Fête locale sur un week-end, début juillet[69].

## Économie

### Emploi
En 2015, parmi la population communale comprise entre 15 et 64 ans, les actifs représentent 800 personnes, soit 41,4 % de la population municipale. Le nombre de chômeurs (114) a augmenté par rapport à 2010 (99) et le taux de chômage de cette population active s'établit à 14,2 %.

### Établissements
Au 31 décembre 2015, la commune compte 167 établissements, dont 88 au niveau des commerces, transports ou services, 38 dans la construction, 21 dans l'agriculture, la sylviculture ou la pêche, quatorze relatifs au secteur administratif, à l'enseignement, à la santé ou à l'action sociale, et six dans l'industrie.
La commune abrite une fromagerie appartenant à la fromagerie des Chaumes, où sont fabriqués des fromages industriels dont le Chaumes, le Saint Albray et le Gris du Périgord.

## Culture locale et patrimoine

### Lieux et monuments
- Château de Couin
- Château de Saint-Aulaye, XVe et XVIIIe siècles
- Église Saint-Pierre de Breuilh
- Église de Saint-Aulaye, le long de la Dordogne. Elle est entourée d'un petit cimetière, où est enterrée Jeanne Barret (à ne pas confondre avec le cimetière communal, route de Saint-Aulaye).
- Temple protestant de l'Église réformée de France.
- Quais en pierre (107 mètres) le long de la Dordogne, aménagés en 1876, en surplomb d'un chemin de halage.

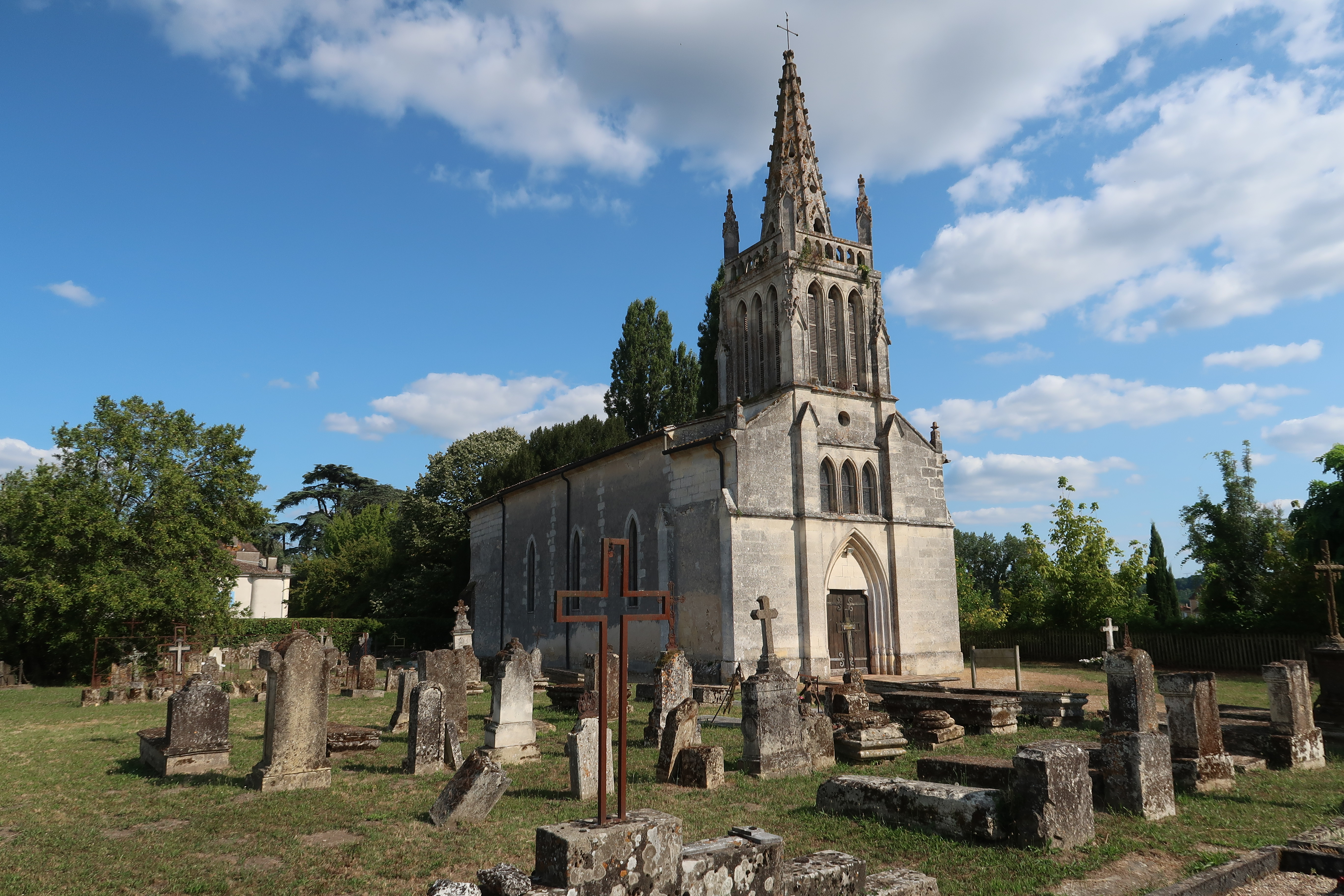
Église de Saint-Aulaye, entourée du vieux cimetière.
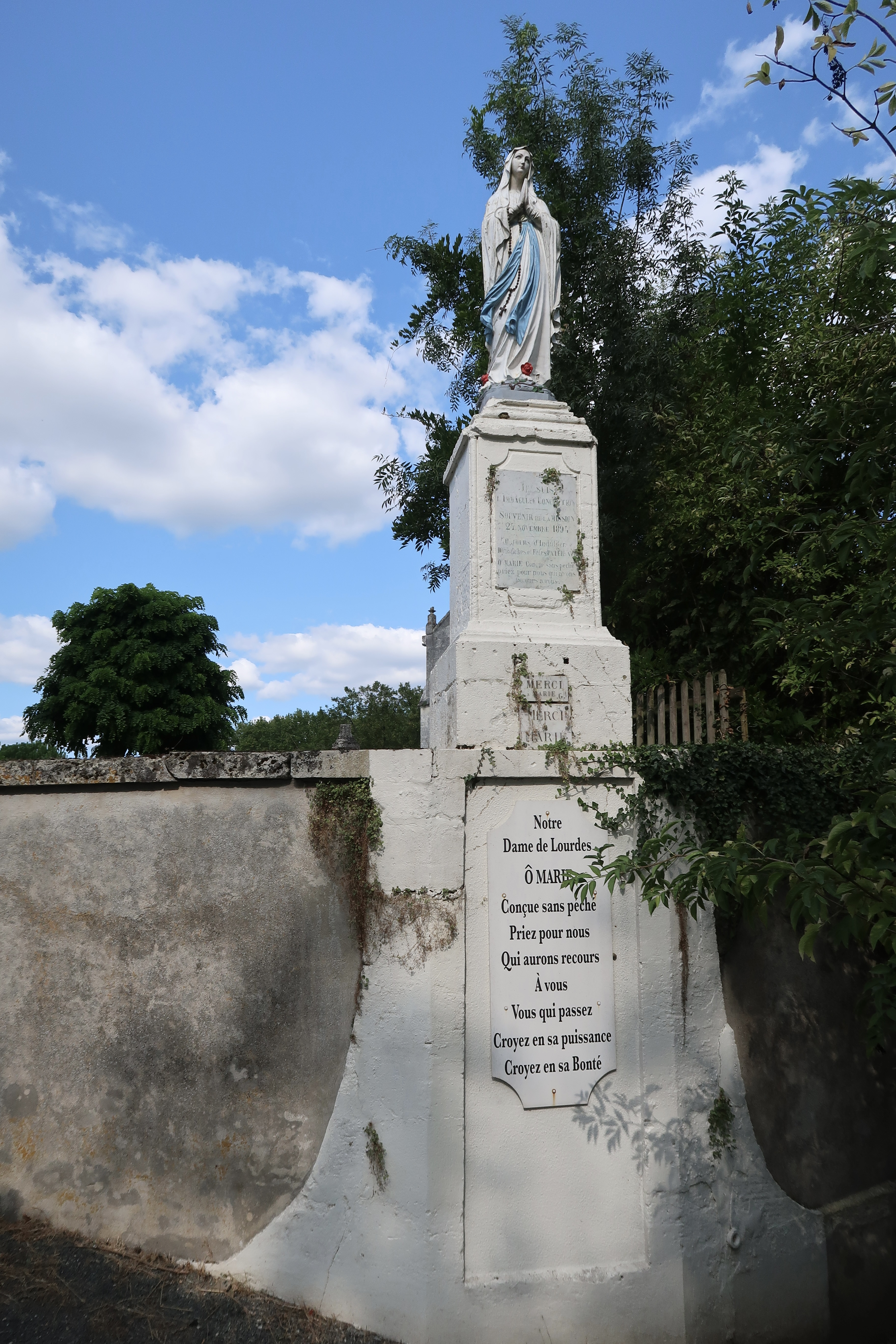
Statue de la Vierge, le long du vieux cimetière.
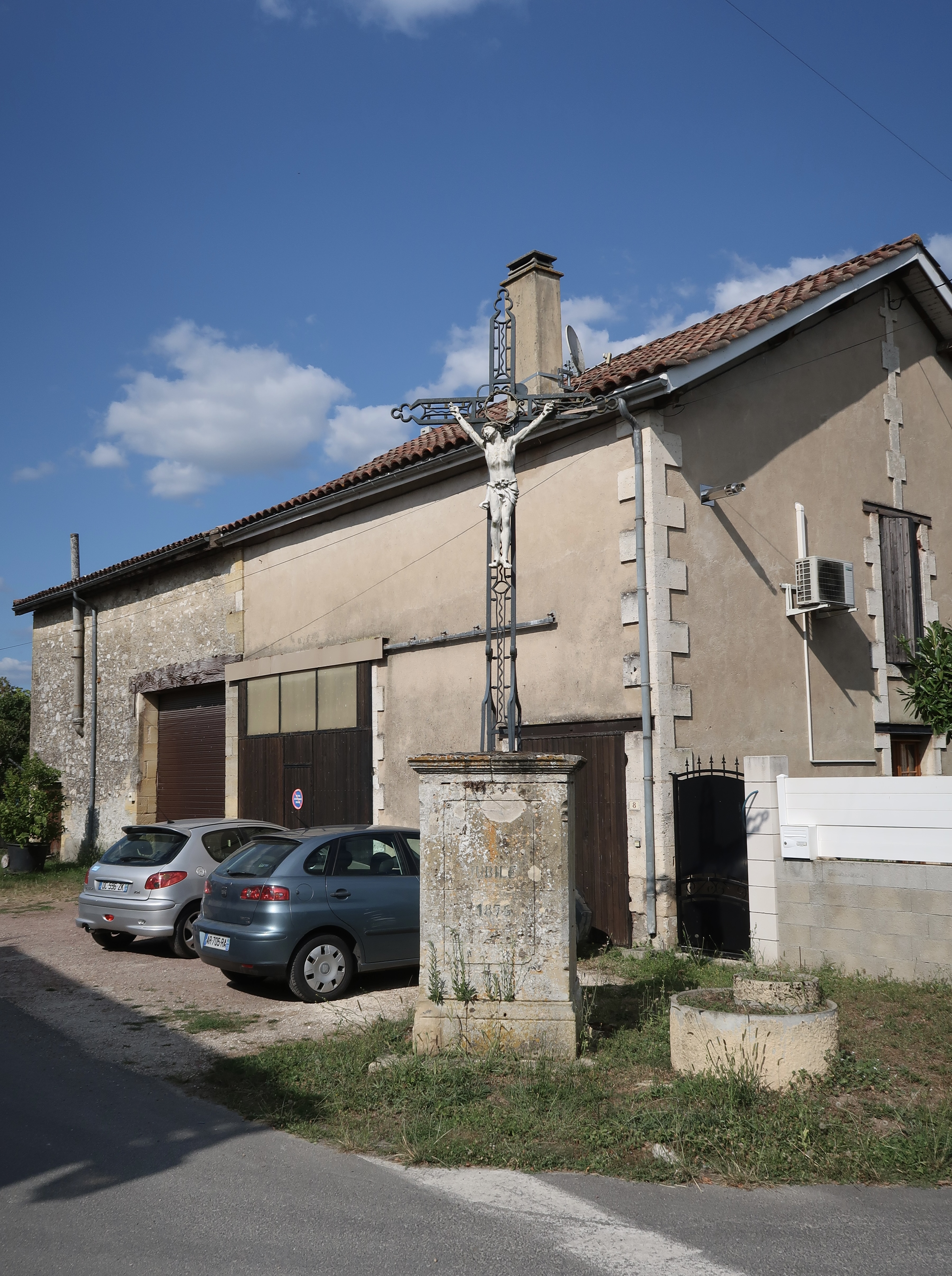
Croix de carrefour.
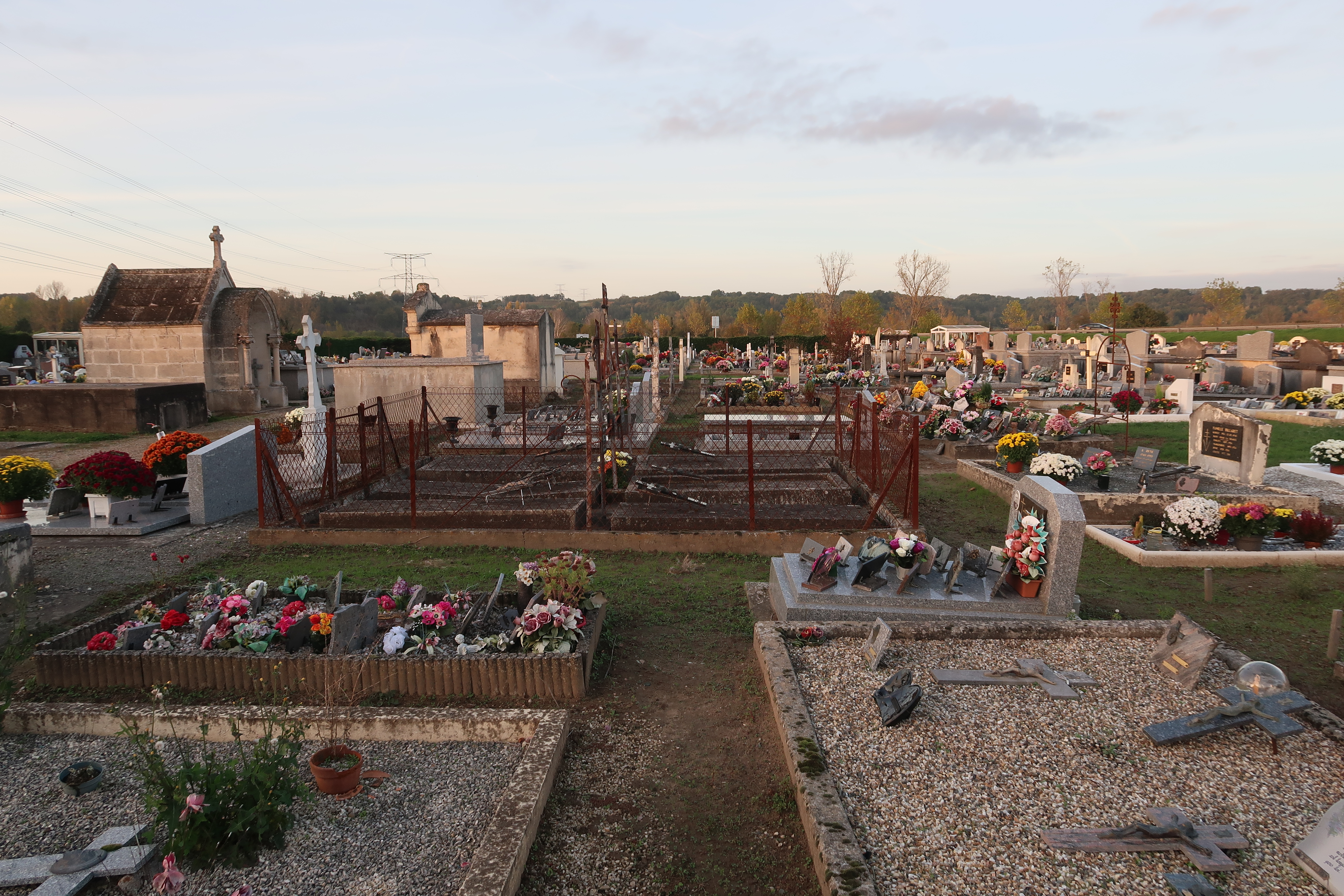
Cimetière communal.

### Personnalités liées à la commune

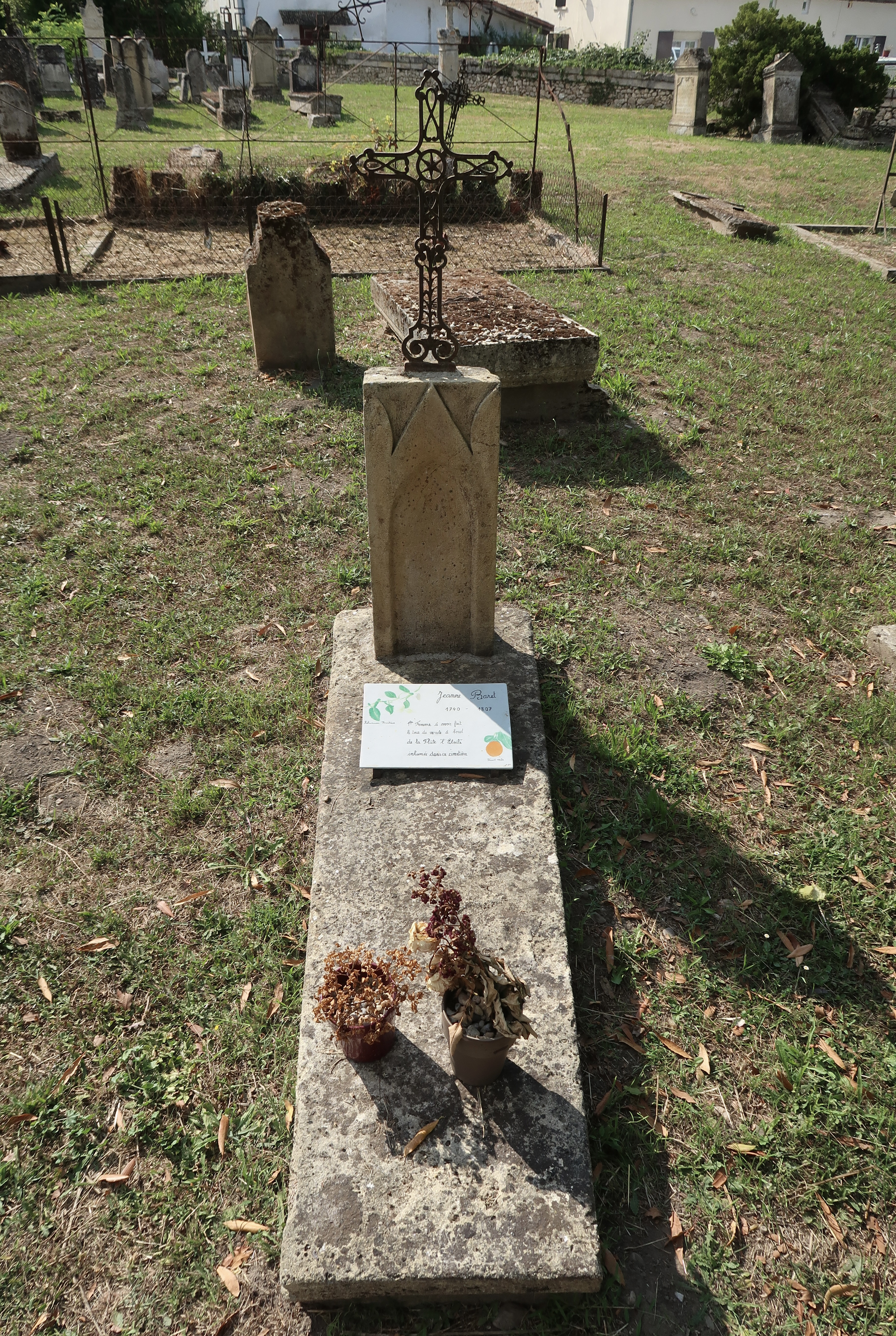
Tombe de Jeanne Barret.

- Jean Junior Ferrière, (1704-1779), né à Saint-Aulaye-du-Breuilh, négociant bordelais. Après deux mariages brillants, il abandonne son activité à ses fils et neveux, solidement établis aux Chartrons. Il meurt dans sa propriété de La Cadie, à Flaujagues, acquise en 1742. Son fils aîné est Jean Ferrière, maire de Bordeaux.
- Jeanne Barret, (1740-1807), compagne du botaniste Philibert Commerson, première femme à effectuer le tour du monde, est inhumée au cimetière de l'église de Saint-Aulaye.
- Théophile Cart (1855-1931), né à Saint-Aulaye, commune de Saint-Antoine-de-Breuilh, écrivain et un des plus importants espérantophones français.
- Léonce Faure (1861-1909), ingénieur agronome protestant, créateur du génie rural[73].
- Élie Faure (1873-1937), frère du précédent, historien de l'art et essayiste[74], est enterré à Saint-Antoine-de-Breuilh.
- Louis de La Bardonnie (1902-1987) résistant français pendant la Seconde Guerre mondiale et viticulteur sur la commune.

### Héraldique
| Blason de Saint-Antoine-de-Breuilh | Blason  | Écartelé, d'azur à la barque à voile d'argent et d'or à trois chênes de sinople rangés en fasce, brochant l’un sur l’autre ; sur le tout, d'argent au tau de gueules. |
| Blason de Saint-Antoine-de-Breuilh | Détails | Statut officiel, blason présent sur la page de la commune sur le site du Pays du Grand Bergeracois.                                                                   |

## Pour approfondir